# Тактика Фабіана

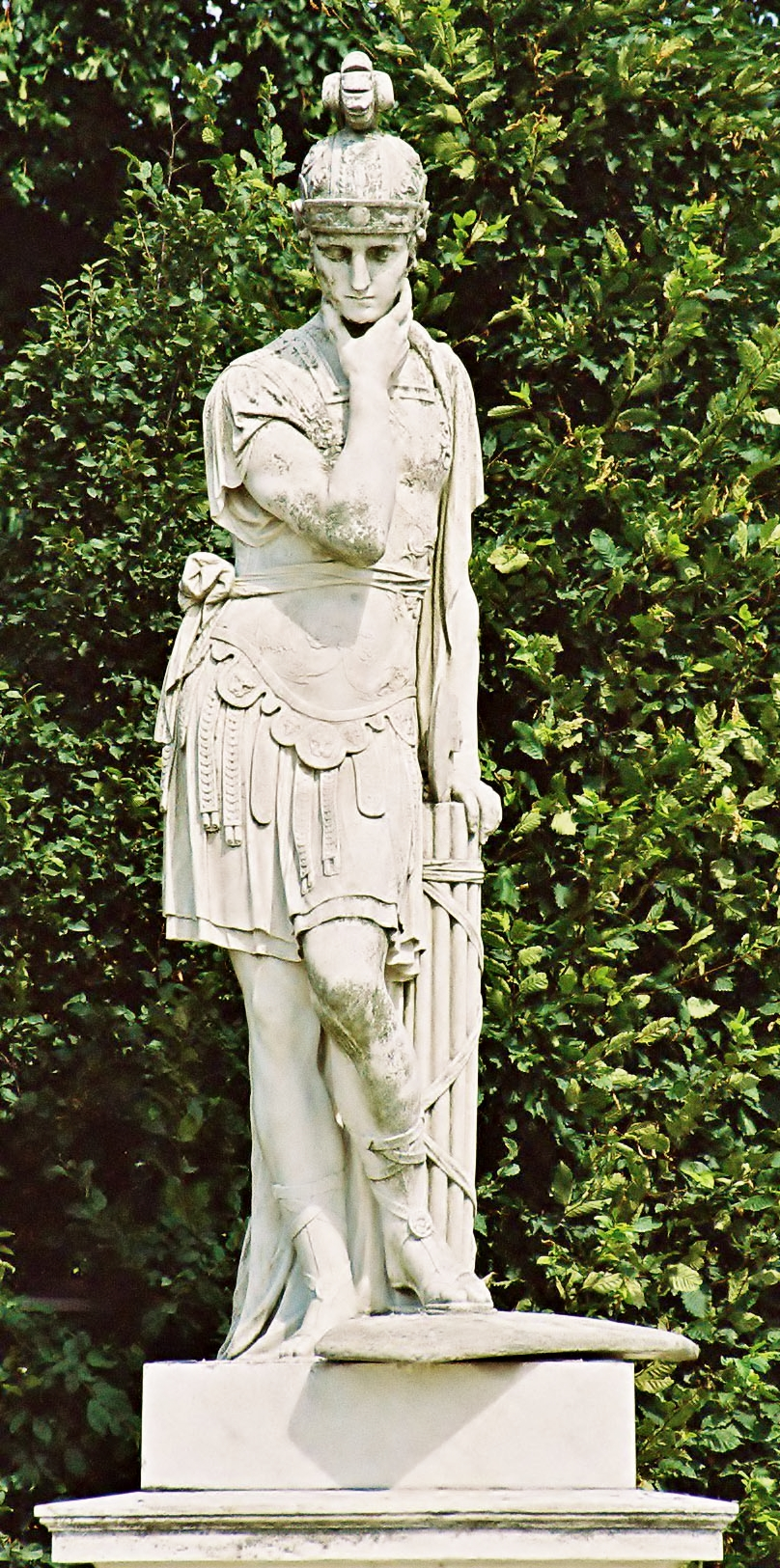
Засновник концепції стратегії Фабіана — римський диктатор та воєначальник Квінт Фабій Максим Веррукоз

Та́ктика Фабіа́на (англ. Fabian tactics) або Стратегія Фабіана (англ. Fabian strategy; правильніше Тактика або стратегія Фабія, тому що її засновником під час Другої Пунічної війни був військовий диктатор Стародавнього Риму Квінт Фабій Максим Веррукоз, якого часто називають спрощено Фабієм Максимом) — різновид військової тактики (стратегії), головною метою якої є свідоме ухилення від прямого зіткнення головних сил армії з військами противника, шляхом постійних маневрів, завдання раптових жалких ударів, що призводять поступово противника до ведення війни на виснаження.
Уникаючи генеральної битви з військами противника, сили, що діють з стратегією Фабіана постійно завдають коротких та стрімких ударів, намагаючись якомога швидше вивести ворога з рівноваги, зруйнувати його моральний та бойовий дух та головне виграти час, для зосередження власних сил та підготовки до битви.